# Небытов (Хойникский район)
Небытов (бел. Небытаў) — деревня в Судковском сельсовете Хойникского района Гомельской области Республики Беларусь.

## География

### Расположение
В 4 км на северо-запад от районного центра и железнодорожной станции Хойники (на ветке Василевичи — Хойники от линии Гомель — Калинковичи), в 127 км от Гомеля.

### Гидрография
На севере мелиоративный канал, соединённый с рекой Припять (приток реки Днепр).

## Транспортная сеть
Транспортные связи по просёлочной, а затем по автодорогам, которые отходят от Хойники. Планировка состоит из прямолинейной широтной улицы, к восточной части которой присоединяется короткая улица. Застройка двусторонняя, деревянная, усадебного типа.

## История
Обнаруженное археологами городище (в 0,8 км на юго-запад от деревни, в урочище Городок) свидетельствует о заселении этих мест с давних времён. Наиболее раннее пока письменное упоминание о деревне Небытов Мозырского повета Минского воеводства ВКЛ имеем в декрете 1618 г. о выдаче сбежавших оттуда и из Юровичей, Козьих Лоз (Луж) в Хойники или Новый Харленж к супругам Николаю и Гальшке Харлинским селян, подданных матери и сына Гальшки и Михала Лозков. В XVII—XVIII вв. деревня относилась к Загальскому староству. В Российской империи — также в составе казённого имения Загалье.
После 2-го раздела Речи Посполитой (1793 год) в составе Российской империи. В 1879 году обозначена в числе селений Хойникского церковного прихода. Согласно переписи 1897 года действовали часовня, хлебозапасный магазин, в Хойникской волости Речицкого уезда Минской губернии. В 1908 году рядом находился одноимённый фольварк со смоловарней.
С 8 декабря 1926 года до 16 июля 1954 года и с 16 апреля 1959 года до 30 июня 1966 года центр Небытовского сельсовета Хойникского района Речицкого, с 9 июня 1927 года Гомельского (до 26 июля 1930 года) округов, с 20 февраля 1938 года Полесской, с 8 января 1954 года Гомельской областей.
В 1931 году организован колхоз «Красная смена», работала кузница. 62 жителя погибли на фронтах Великой Отечественной войны. Согласно переписи 1959 года в составе совхоза «Хойники» (центр — деревня Козелужье). Располагались отделение связи, клуб, библиотека, фельдшерско-акушерский пункт.
До 31 декабря 2009 года в составе Козелужского сельсовета. До 31 декабря 2009 года в Дворищанском сельсовете, который переименован в Судковский.

## Население

### Численность
2021 год — 110 жителей, 62 хозяйства

### Динамика
- 1795 год — 13 дворов
- 1834 год — 90 жителей, 18 дворов
- 1850 год — 124 жителя, 21 двор
- 1897 год — 284 жителя, 57 дворов (согласно переписи)
- 1908 год — 407 жителей, 61 двор
- 1930 год — 661 житель, 102 двора
- 1959 год — 763 жителя (согласно переписи)
- 2004 год — 215 жителей, 114 хозяйств
- 2021 год — 110 жителей, 62 хозяйства

## Достопримечательность
- Городище периода раннего железного века, 1-е тыс. до н.э., 6-7 км от деревни, урочище Городок —  Историко-культурная ценность Республики Беларусь, шифр 313В000799

## Известные уроженцы
- Алла Ивановна Конопелько — белорусская поэтесса